# График Килинга

Ежемесячная и усреднённая за год концентрации атмосферного CO2, на основе наблюдений в обсерватории Мауна-Лоа, Гавайи. На врезке показаны сезонные отклонения от среднегодового значения.

График Килинга описывает изменения концентрации атмосферного углекислого газа с 1958 года. Назван по имени Чарльза Килинга, под руководством которого были начаты непрерывные измерения в обсерватории на вулкане Мауна-Лоа (Гавайи (остров)). Данные наблюдения стали первым научным подтверждением антропогенного вклада в современное изменение климата и являются частью научного консенсуса по изменению климата.
Измерения, собранные в обсерватории на Мауна-Лоа, показывают устойчивый рост средней концентрации атмосферного CO2 с 315 ppmv (0,0315 %) в 1958 году до 414,7 ppmv (0,04147 %) в среднем за 2021 год и до 420,99 ppmv (0,042099 %) в мае 2022 года.

## Общие сведения

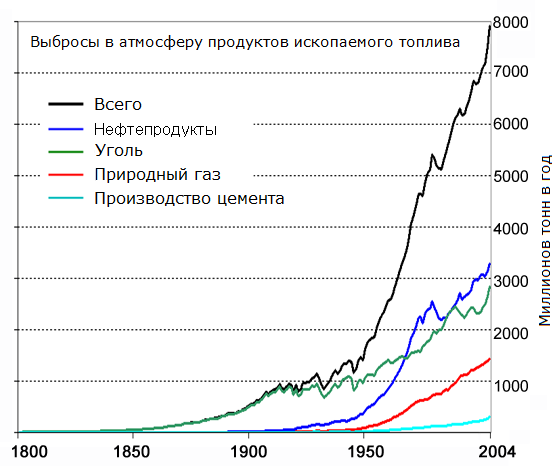
Выделение углерода в атмосферу в результате деятельности человека с 1800 года по 2007 в миллиардах тонн. Кроме сжигания ископаемых видов топлива, отдельно указана эмиссия в результате производства цемента. Общее количество выделяемого CO2 в конце 2000-х составляло ≈3,2×10^13 кг газа в год.

Работа Килинга в обсерватории Мауна-Лоа по изучению диоксида углерода стала первым доказательством быстрого увеличения концентрации этого газа в атмосфере. Сейчас считается, что именно Ч.Килинг стал первым человеком, который привлёк широкое общественное внимание в мире к тому воздействию, которое оказывает хозяйственная активность человечества на атмосферу Земли и её климат. В период его работы в Институте Океанографии им. Скриппса (Калифорнийский университет) с 1958 года, он стал первым, кто начал производить регулярные частые измерения концентрации атмосферного CO2 на Южном полюсе и на Гавайях.
До исследований Килинга считалось, что суточные изменения концентрации атмосферного CO2 подвержены постоянным вариациям. Килингом были произведены исследования в Биг-Сюре около города Монтерей, в дождевых лесах полуострова Олимпик, в высокогорных лесах Аризоны и было установлено, что концентрация CO2 имеет определённый суточный ход и практически неизменное значение в полдень, равное 310 ppm (0,031 %). Измерив соотношение двух изотопов углерода, он пришел к выводу, что суточное изменение концентрации обусловлено поглощением CO2 растениями, а постоянное значение около полудня соответствует её действительному значению в незагрязненной атмосфере. К 1960 году, Килинг и его группа уже имела достаточно продолжительный ряд наблюдений, который позволял судить также о сезонных и годовых изменениях, причем последние имели заметный тренд, который приблизительно соответствовал количеству ископаемого топлива, сжигаемого в мире за год. В статье, которая сделала его знаменитым, им было написано: «… на Южном полюсе наблюдаемая скорость роста приблизительно соответствует ожидаемому от сжигания ископаемого топлива.»
График Килинга также демонстрирует циклические изменения амплитудой 5 ppmv и периодом в один год, что соответствует сезонному потреблению углекислого газа растительностью континентов Северного полушария в вегетационный период. На начало 2010-х, около 57 % выделяемого человечеством углекислого газа удалялось из атмосферы растениями и океанами. Наряду с антропогенной эмиссией углерода в атмосферу, существенный вклад в годовое увеличение концентрации CO2 могут вносить такие стихийные бедствия, как крупные лесные и торфяные пожары, крупные вулканические извержения в субдукционных зонах планеты.

### Изменения концентрации CO2в Голоцене

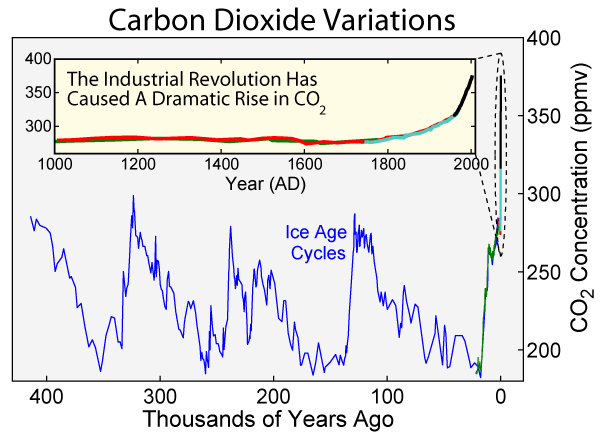
Изменения концентрации CO2 за последние 400000 лет. Современное значение указано в правом верхнем углу графика.

Современное увеличение количества CO2 в атмосфере, как считается, обусловлено сжиганием ископаемых топлив и усиливается в последние годы. Так как углекислый газ является парниковым газом, такой рост концентрации является одной из причин современного глобального потепления. Измерения концентрации диоксида углерода на более продолжительных интервалах времени, которые базируются на древних пузырьках воздуха, заключенных в полярных ледяных кернах, показывают, что атмосферный CO2 был представлен в количестве от 275 до 285 ppmv в течение всей эпохи Голоцена продолжительностью 10 тыс. лет, но его концентрация начала расти в XIX веке. Однако, анализ устьичной частоты листвы деревьев показывает, что, возможно, концентрация достигала 320 ppmv в средневековый климатический оптимум (800÷1300 гг) и 350 ppmv в начале Голоцена.

## Измерения на Мауна-Лоа
Из-за сокращения финансирования в середине 1960-х, Килинг был вынужден прекратить непрерывные наблюдения на Южном полюсе, но смог собрать достаточно денег для продолжения наблюдений на обсерватории на Мауна-Лоа, которые осуществляются до сих пор.
Гавайские острова — наиболее удалённые от материков острова. Мауна-Лоа является активным вулканом, но обсерватория находится на склоне защищённом от вога и над инверсионным слоем. Кроме этого, дополнительно производилась нормализация данных. Измерения в других местах подтверждают наблюдаемый тренд, но при этом все другие ряды наблюдений более короткие по времени.
Наблюдения атмосферного углекислого газа на Мауна-Лоа осуществляются с помощью инфракрасного спектрометра (капнографа), изобретенного в 1864 году Джоном Тиндалем и называемого Недиспергирующим инфракрасным анализатором.

## Современные наблюдения концентрации CO2в атмосфере
После смерти Чарльза Килинга в 2005 году, руководителем проекта стал его сын, Ральф Килинг, который является профессором в Институте Скриппса. Сейчас, частично благодаря значимости открытий Чарльза Килинга, регулярные наблюдения уровня концентрации атмосферного CO2 производятся на более чем ста участках по всему миру.